# Tuneo
El término español «tuneo» se refiere a la modificación del rendimiento y o la apariencia de un vehículo. Proviene del inglés tuning ("ajuste") que a su vez deriva del verbo to tune, que en español es traducible en este contexto como «tunear».
El tuneo es sinónimo de personalización de un vehículo motorizado a través de diferentes modificaciones de la mecánica para un mayor rendimiento y también aplicado popularmente a cambios exteriores de la carrocería e incluso interiores de la cabina, aunque esto último en realidad no sería tuning (tuneo) sino customizing (personalización o customización). Se identifica así a los automóviles personalizados y se pretende lograr una mayor singularidad y originalidad del vehículo, apartándose de su apariencia de serie y orientándolo al gusto propio. La modificación de las características mecánicas y de la apariencia, no siempre puede estar homologada para circular legalmente, por lo que todo vehículo de motor modificado debe ser revisado y homologado legalmente para poder circular por las calles.

## Origen

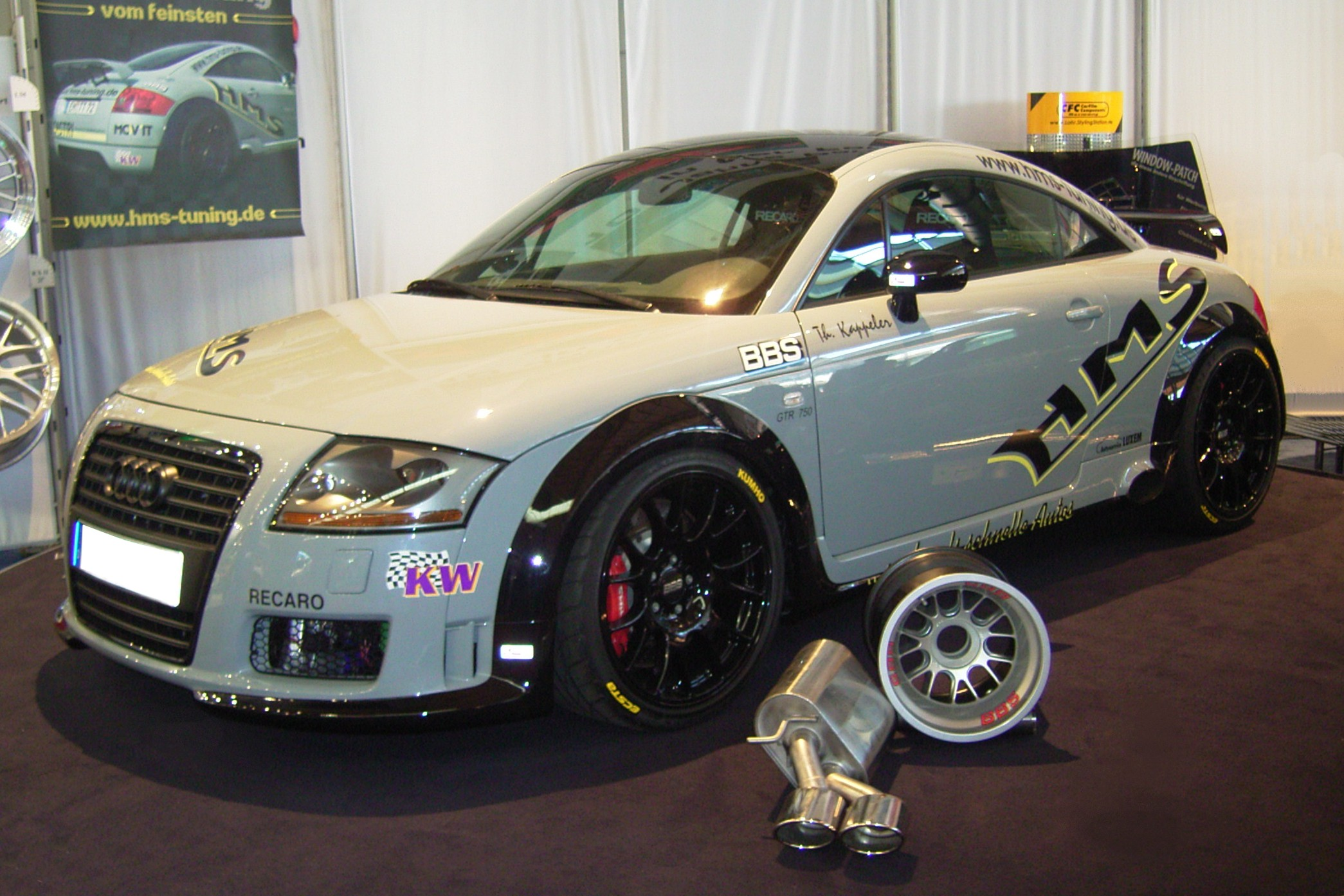
Audi TT en el Salón mundial del Tuning de 2005 en Friedrichshafen, Bodensee (Baja Sajonia), Alemania.

El origen del tuneo es impreciso pues como tal podría decirse que existe desde los inicios del automóvil. El origen del tuneo se disputa entre los Estados Unidos (en los años cuarenta) y varios países de Europa, principalmente Alemania, Italia y Reino Unido en los años 1950 y 1960. Sin olvidar los esfuerzos asiáticos, principalmente China, Japón y otros países diversos.
Algunos lo atribuyen a Europa, concretamente en Alemania entre 1960 y 1970. Otros indican que tendencias de modificación del automóvil como los "lowrider" se comenzaron a popularizar en Estados Unidos durante los años cincuenta. Se citan a los Hot rods y al movimiento surgido en California luego de la Gran Depresión de los años 1930.
Existen diversas tendencias, pero los estilos actualmente más influyentes son los de Estados Unidos y Japón, gracias a un gran desarrollo de mercado de recambios y accesorios.
Este fenómeno se ha expandido enormemente, especialmente entre los jóvenes. Hoy en día hay una gran cantidad de concentraciones de fanáticos, prensa especializada, tiendas de accesorios y eventos. Los medios, especialmente la televisión, han influido considerablemente en la aceptación del tuneo como moda y estilo de vida. El cine también motivó a muchas personas, especialmente a jóvenes, a partir de las películas "The Fast and the Furious".[cita requerida]

## Áreas de modificación
La esencia de la modificación de un automóvil es un intento de extraer el mayor rendimiento posible o hacer parecer de altas prestaciones del vehículo de base a través de la adición, modificación o sustitución pura y simple de las partes. Para obtener el máximo rendimiento en gran medida implica la modificación de los sistemas de gestión del motor y del vehículo para aumentar la potencia de salida, los cambios adicionales tales como refuerzos en la estructura se requieren a menudo para permitir que el vehículo pueda soportar la sobrepotenciación. Esto incluye suspensión rígida, ampliación de los neumáticos, mejorar sistema de frenado, mejorar dirección y modificaciones de la transmisión, tales como la instalación de una palanca de cambios corta y etcétera. La mayoría en gran medida son invisibles desde el exterior del vehículo y otras visibles como neumáticos de perfil bajo y la adición de spoilers puede cambiar el aspecto general del automóvil.[cita requerida]

### Audio
Es un término usado para describir el sistema de sonido o de vídeo instalado en el vehículo. El sistema de audio de origen se ha especificado por el fabricante cuando el vehículo fue construido en la fábrica pero una instalación de audio personalizado puede incluir cualquier cosa, desde la actualización de la radio a una reforma en toda regla de todo el sistema de audio. Los eventos de audio se realizan donde los participantes compiten para determinar quien emite más decibelios con la mejor calidad o la exhibición de sistemas de sonido más innovadores.[cita requerida]

### Interiores
"Tunear" el interior es un término que se utiliza para modificar el interior de un automóvil, por ejemplo: la supresión de los asientos traseros para dejar espacio a un sistema de sonido mucho más grande y potente o el reemplazo de los asientos delanteros por asientos de carreras, comúnmente conocidos como butacas de carreras. Otra forma reciente de ajuste interior es la sustitución de piezas de origen por mejoradas como un pomo de la palanca de cambios cromado o su versión más deportiva de un material ligero, volante más ligero y de menor circunferencia para tener más suavidad al girar el volante.[cita requerida]

### Motor
La optimización del motor últimamente se ha propuesto como reemplazo de los componentes del motor de origen con componentes mejorados y que realizan las mismas funciones que los sustituye al tiempo que eleva la potenciación del vehículo. Se suelen instalar nuevos turbocompresores, modificar la unidad de refrigeración del motor del automóvil y reemplazar los filtros de aire, pero también se puede instalar un motor más potente de otros automóviles y que se pueden también modificar, elevando así el umbral límite de potenciación del vehículo original.
Un nuevo EPROM puede modificar la unidad de gestión del motor (ECU) para obtener más potencia a nivel electrónico. Otro ejemplo es la modificación y/o sustitución del cambio manual de origen por uno optimizado.
Hoy en día los automóviles son totalmente gestionados electrónicamente por una unidad de control (ECU) que se encarga del funcionamiento del motor a través de distintos sensores colocados en puntos clave y estratégicos, por lo que se hace susceptible de mejorar a nivel electrónico el rendimiento del motor a través de la modificación de la unidad de gestión ECU. Esto consistiría en reemplazar el EPROM de origen con un nuevo EPROM modificable a través de software de sistemas informáticos con parámetros reajustados para elevar los ajustes de fábrica a nivel de sobrepotenciación. Es aplicable tanto a motores de gasolina como para motores diésel, siempre y cuando evidentemente el motor esté equipado con un sistema de gestión electrónica (ECU).[cita requerida]

### Ajuste de la suspensión
Ajuste de la suspensión implica la modificación de los muelles, amortiguadores y otros componentes relacionados. 
Unos resortes más cortos ofrecen un centro de gravedad más bajo y unos amortiguadores más dinámicos mejoran la absorción y estabilidad del vehículo a mayor velocidad en el paso de las curvas. Se modifican también las barras estabilizadoras sustituyéndose las de origen por unas más rígidas con el fin de reducir el balanceo de la carrocería en las curvas, lo que hace que mejore el agarre que los neumáticos tienen al paso en curva, lo que mejora la estabilidad y la rigidez de la carrocería y ayuda a mantener la geometría adecuada de la suspensión en las curvas.
Para los vehículos todo terreno sin embargo sucede lo contrario a lo dicho anteriormente, en lugar de bajar la suspensión y endurecerlas, se elevan con grandes neumáticos de tacos o de palas y se utilizan amortiguadores muy absorbentes y de largo recorrido con el fin de poder circular por terreno muy pedregoso e inexplorado, o correr grandes distancias por terrenos muy cambiantes. La clave está en aumentar la distancia respecto al suelo.
Otra tendencia son los lowriders que van equipados con suspensiones hidráulicas/neumáticas y utilizan otro tipo de ajuste de la suspensión en la que se puede modificar la altura de cada rueda o adaptar. Es posible con sistemas hidráulicos muy potentes hacer que reboten las ruedas y se eleven completamente unos metros del suelo.[cita requerida]

### Ruedas
Ya que los neumáticos tienen grandes efectos sobre el comportamiento de un automóvil y se sustituyen periódicamente, se pueden mejorar los neumáticos originales para personalizar un automóvil. Las opciones incluyen los neumáticos para diversas condiciones climáticas y camino, de diferentes medidas, diferentes precios sobre la base de la calidad del material, agarre, vida útil, resistencia de la banda de rodadura y el confort de marcha.[cita requerida]

## Estilos de tuneo

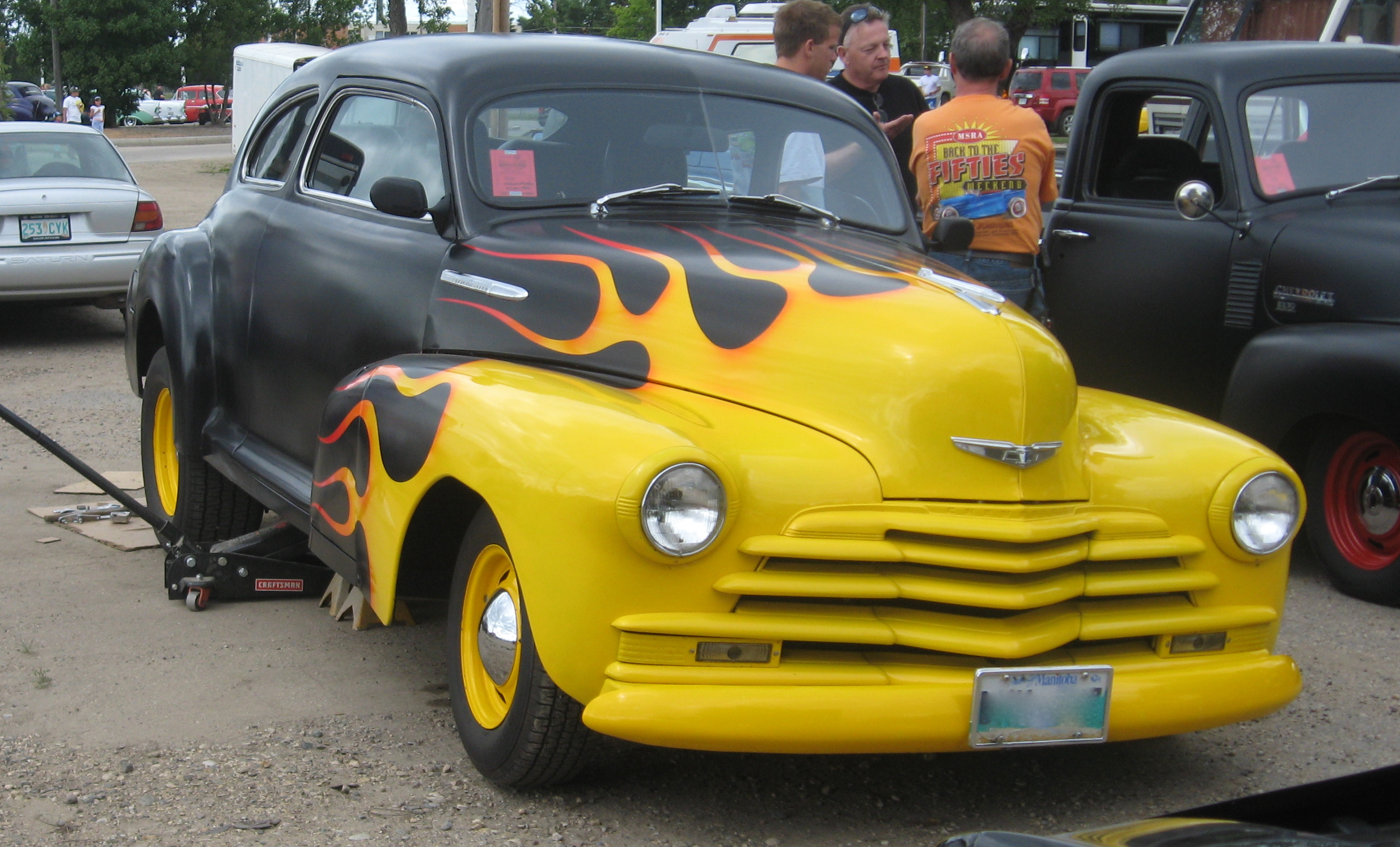
Chevrolet Master al estilo Hot Rod.

Dentro del tuneo hay muchos estilos diferenciados:
- Sleeper, automóviles con unas prestaciones muy altas pero que por su exterior discreto no lo aparentan.
- Hot Rod, automóviles principalmente estadounidenses, en ocasiones muy antiguos, con motores potentes. Suelen tener el techo rebajado.
- Rat Rod es un estilo particular, se trata de darle apariencia vieja y oxidada a la carrocería pero se mantiene la limpieza en las ruedas y el interior.
- Lowrider, principalmente utilizado en automóviles estadounidenses, muscle car, con sistemas de suspensión hidráulica. Es parecido al estilo custom, pero con menos preparación exterior. Sin embargo en ocasiones la preparación exterior puede ser muy elaborada, actualmente están aceptándose autos de todo tipo, y dándolo a conocer a nuevas generaciones.

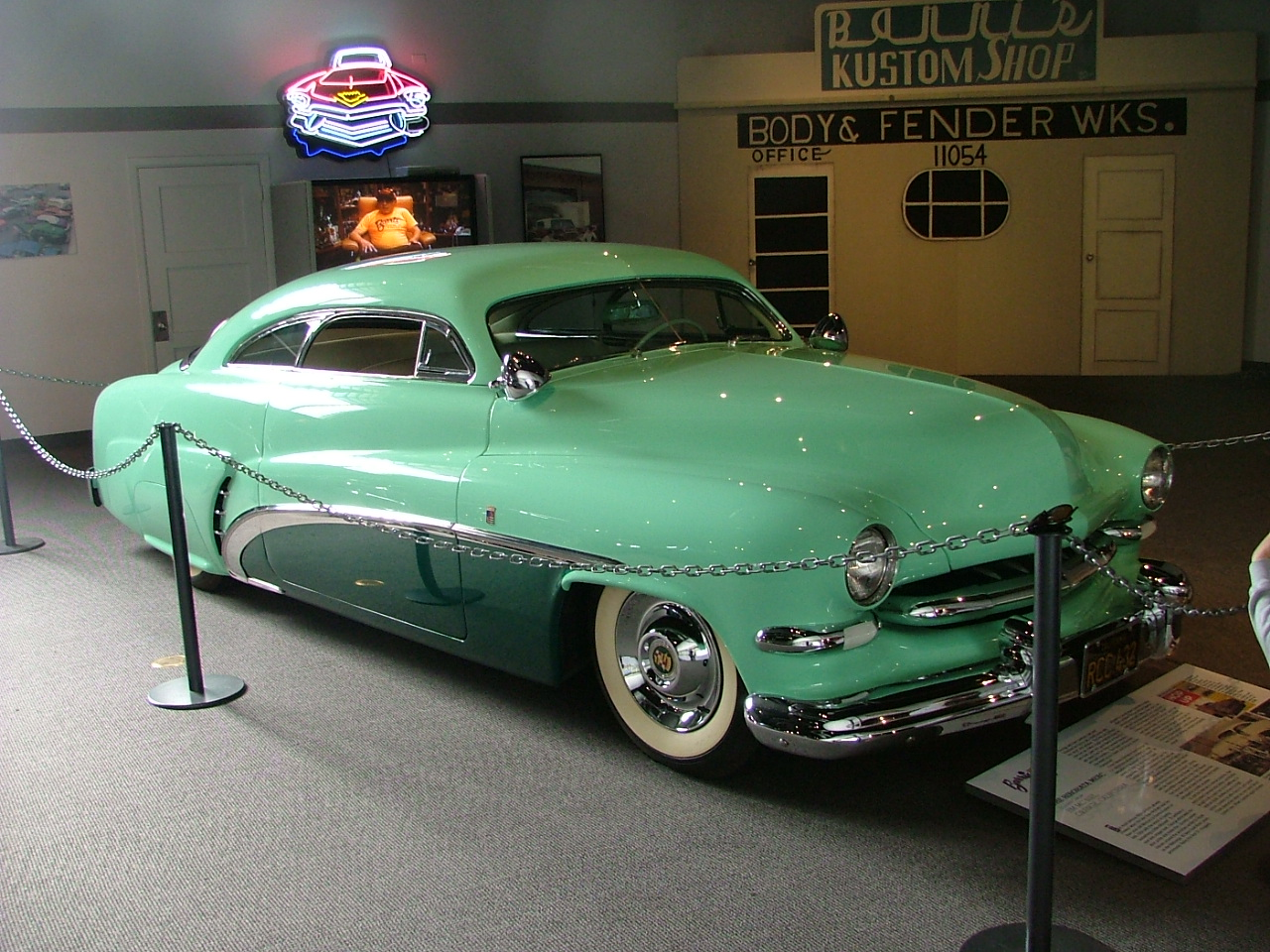
Posiblemente el Custom car más famoso en el estilo clásico, el Hirohata Merc.

- Custom, estilo parecido al lowrider, pero con más preparación exterior.
- DUB, muscle cars de nueva generación, incluyendo sedanes de 4 puertas y familiares de tamaño mediano a grande; se los equipa con neumáticos y llantas de más de 17 pulgadas, cromadas y con garganta. Es un estilo de líneas musculosas, algunos raperos y artistas tanto afroamericanos como latinos también lo usan en coches más modernos.
- JDM se basa en la utilización de piezas y accesorios procedentes de Japón, el estilo exterior se asemeja a los vehículos de competición en circuitos (En este estilo se pueden usar placas japonesas para darle un mayor realce al vehículo).
- Euro, estilo alemán, de líneas angulosas, cuadradas pero sobrias, sin ningún elemento gráfico recargado (también llamado estilo German). El objetivo es respetar la línea del vehículo pero añadiendo un toque personal sutil.
- Barroco, estilo que recarga excesivamente cualquier zona del vehículo.
- Hella Flush, estilo originario de USA, participan elementos del JDM. Se basa en la utilización de suspensiones rebajadas, llantas grandes y con garganta, y en la modificación del offset, para que el borde de la llanta quede al rás del paso de rueda, la rueda queda con una convergencia muy positiva. Se suelen usar neumáticos de menor tamaño. Las bacas y pegatinas son un elemento muy utilizado. Es un estilo de líneas muy limpias.
- Hi-Tech, como su propio nombre indica, alta tecnología, sobre todo en el motor. En este estilo se apuesta por una decoración sencilla y minimalista, donde la tecnología se convierte en un elemento decorativo, y se instalan computadoras, pantallas de televisión y equipos de audio.
- Stance, se basa en colocar suspensión neumática con ángulo de caída negativo y llantas deportivas.
- Off-road, estilo exclusivo de vehículos pickup, jeeps, camperos y SUV. Normalmente significa adaptar el vehículo para usarlo en condiciones adversas o a campo traviesa, con mejoras en aumento de suspensión, esnórquel para vadear, mejoras en el motor, neumáticos y llantas diseñados para uso rudo así como equipamiento específico. Algunos propietarios también mezclan las corrientes usadas en los vehículos tuneados comunes y las adaptan al todoterreno, teniendo vehículos personalizados con o sin decorados bajo esta tendencia.[cita requerida]

## Mejoras
Un error muy extendido en los últimos tiempos es situar las mejoras racing o de carrera dentro de la moda tuneo. El racing nada tiene que ver con un estilo ideado para ser observado, de hecho, en un vehículo racing apenas se distinguirán diferencias exteriores con respecto a su homólogo de serie.
Las mejoras racing son totalmente racionalistas, es decir, cada modificación tiene una función práctica y nada es al azar, ni para decorar.
La tendencia racing en todo caso se debe entender como la antítesis al tuneo.
Un vehículo racing es concebido para emular a los automóviles de competición de rali, llegando en muchos casos a igualarlos e incluso mejorarlos en prestaciones técnicas.[cita requerida]

## El tuneo como fenómeno cultural
Es una moda que, últimamente, y, cada día más, gusta a la gente que se dedica a la personalización y la que la observa con simpatía. Ya conforma un fenómeno cultural urbano, de tribus urbanas. Para algunos, aprender a personalizar un automóvil o motocicleta lleva mucho tiempo, se precisa experiencia para tunear un vehículo (automóvil, motocicleta o camión). Muchas personas rechazan al tuneo cuando el resultado es demasiado exhibicionista o de mal gusto.
Algunos consideran que hay que saber algo de mecánica, porque el rendimiento o performance del vehículo es un aspecto importante, aunque no se lo aproveche para competencias. Hay fanáticos de las carreras que no aprecian el tuneo porque la performance (prestaciones) suele ser inferior a la pretendida con la impresión visual del vehículo.[cita requerida]

## Alrededor del mundo
El tuning ha sido aceptado en la cultura automovilística joven y adulta. No obstante, algunas personas piensan que el tuneo es kitsch (de mal gusto), pero esto ya es cuestión de la persona y sus gustos.[cita requerida]

### En Estados Unidos

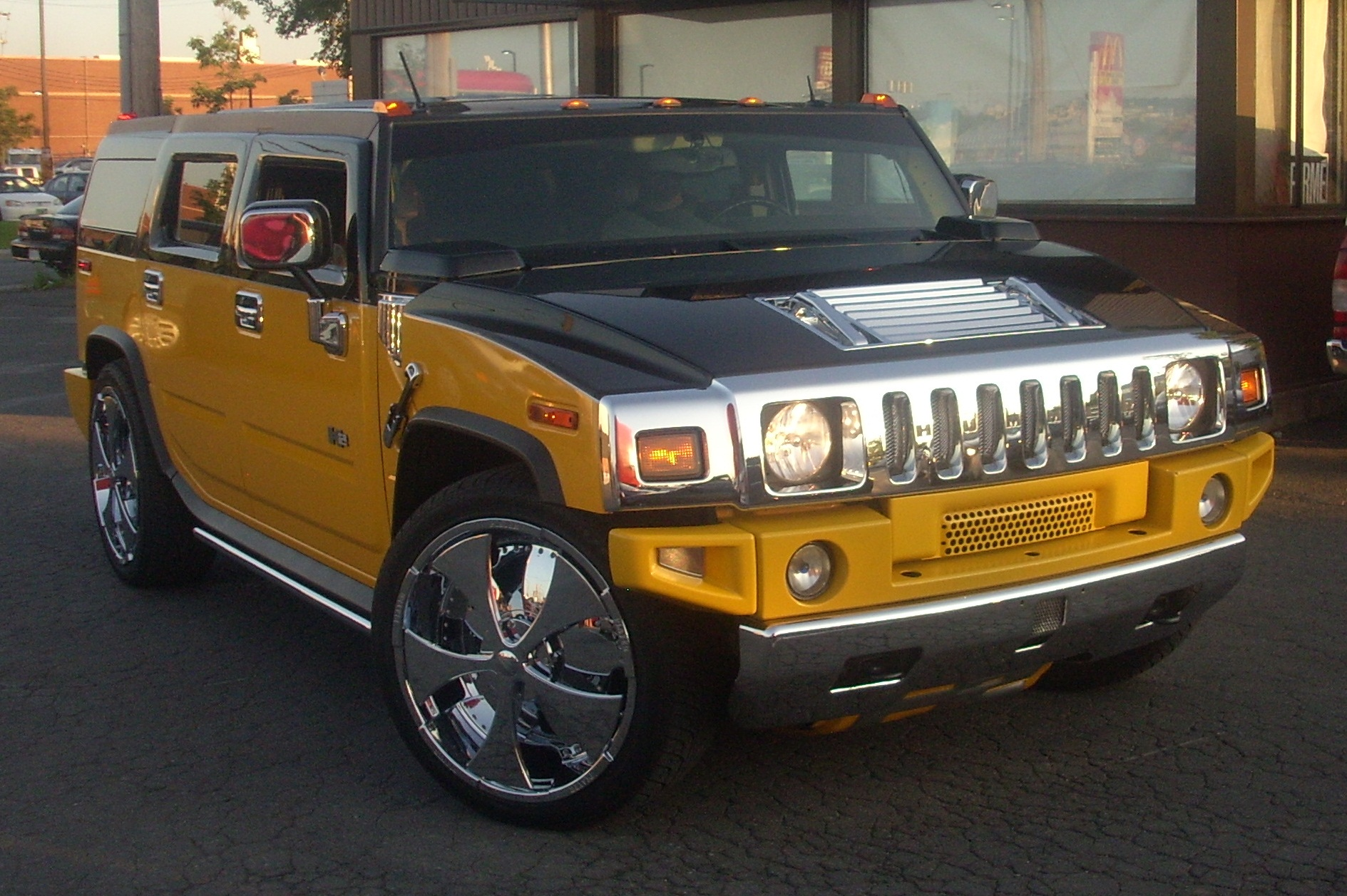
Hummer H2 modificado.

Ya en California ―después de la Gran Depresión de los años treinta― se vio un movimiento de tuneo y personalización de automóviles, Vic Edelbrock por ejemplo comenzó a fabricar a pedido Piezas en su garaje para algunos vehículos de aquel entonces como lo son los famosos Ford V8. De aquel momento esto con el objetivo inicial de mejorar el rendimiento del ya perfecto motor de aquel entonces. Los coches viejos también eran usados como lienzo para poder personalizarse, aunque todo se paralizó en la guerra. En los años cuarenta, después de la Segunda Guerra Mundial, el hot rod y el custom empezaron como una manera en la que los jóvenes estadounidenses se sentían únicos preparando sus automóviles para diferenciarse del resto.
en algunos casos las modificaciones eran fuera de toda norma pero a base de ensayo y error en parámetros de rendimiento y potencia, dando como resultando algunos récords de velocidad en lagos secos como el "bonneville salt flats" ubicado en utah.
Algunos contrabandistas de Licor y otras sustancias prohibidas modificaban solo el motor de sus vehículos y algunos aspectos extras muy sutiles para poder evadir a la policía sin llamar demasiado la atención. Posteriormente poco a poco estos "delincuentes" comenzaron a correr en las pistas de tierra por unos cuantos dólares demostrando a lo largo del tiempo sus habilidades adquiridas de una forma conspicua y hasta cierto punto ilegal y fue así como fue creciendo esta afición de modo que así nació la ya famosa NASCAR.
Los Hotrods sin embargo tuvieron momentáneamente fama negativa por un tiempo debido a que Hollywood mostraba a estos mismos como rebeldes, sin embargo era entendible que esto sucediera ya que se competía en las calles en vez de ir a lugares que pudiesen prestarse para ello, siendo justificada en el momento su mala reputación por haber causado muchísimas muertes. En respuesta a esto un editor de una revista especializada en Hot Rods comenzó a profesionalizar progresivamente esta actividad dando como resultado la Creación de la NHRA(Asociación Nacional de Hot Rod), que ayudó en la creación de las competiciones de hotrods y dragsters y otros en el cuarto de milla.
Algunos de los pioneros fueron George Barris, llamado King of Customizers (‘el rey de los personalizadores’), que en los años cuarenta se metió en el mundillo restaurando un viejo Buick y que después prepararía el automóvil de Back to the Future y a Kitt, el automóvil de la serie de televisión estadounidense Knight Rider. Otros tuvieron una vida más mediática y algo turbulenta como la del preparador de automóviles Ed Roth, llamado el padrino del hot rod, que utilizaba como logotipo una rata verde.
En los barrios latinos y afroamericanos del Este de los Ángeles comenzó una forma distinta de personalización que poco a poco evolucionó hasta convertirse en lo que hoy conocemos como Low Riders, estos consisten en ruedas pequeñas, suspensiones bajas y placas especiales de metal para producir las chispas características de estos modelos, la ley los contemplaba como infractores y prohibió muchas de estas modificaciones, en respuesta a esta prohibición se desarrollaron los sistemas hidráulicos que permiten a los vehículos bajar, subir e incluso saltar permitiendo cumplir aparentemente con la ley cuando sin renunciar a ese estilo. Los interiores al igual que en algunos custom eran estilizados al máximo incluso con Piel y terciopelo inclusive peluche. También la música disco favoreció que el estilo Low Rideor ganase más auge en los años 1970 y parte de los años 1980 llegando inclusive a otras tendencias y al estilo de muchos raperos y latinoamericanos.
Otra corriente fueron los "importados", los cuales nacieron de los vehículos compactos japoneses y su tendencia a manejar derrapando de igual manera que en Japón. esto es conocido como drifting y muchos vehículos tanto Importados como locales fueron incorporándose al ambiente en auge del derrape, la mayoría eran de la región de oriente pero poco a poco los vehículos americanos ganaron cuota de mercado produciendo ejemplares más o menos similares para ser susceptibles de modificarse con relativa facilidad, sumando capacidad informática de las nuevas generaciones de vehículos y dando como resultado más fácil la modificación a nivel electrónico.
Hoy en día el Tuning está volviéndose homogéneo, mezclando estilos de todas las corrientes en pro de poseer un vehículo único que represente la individualidad de su poseedor.[cita requerida]

### En Europa

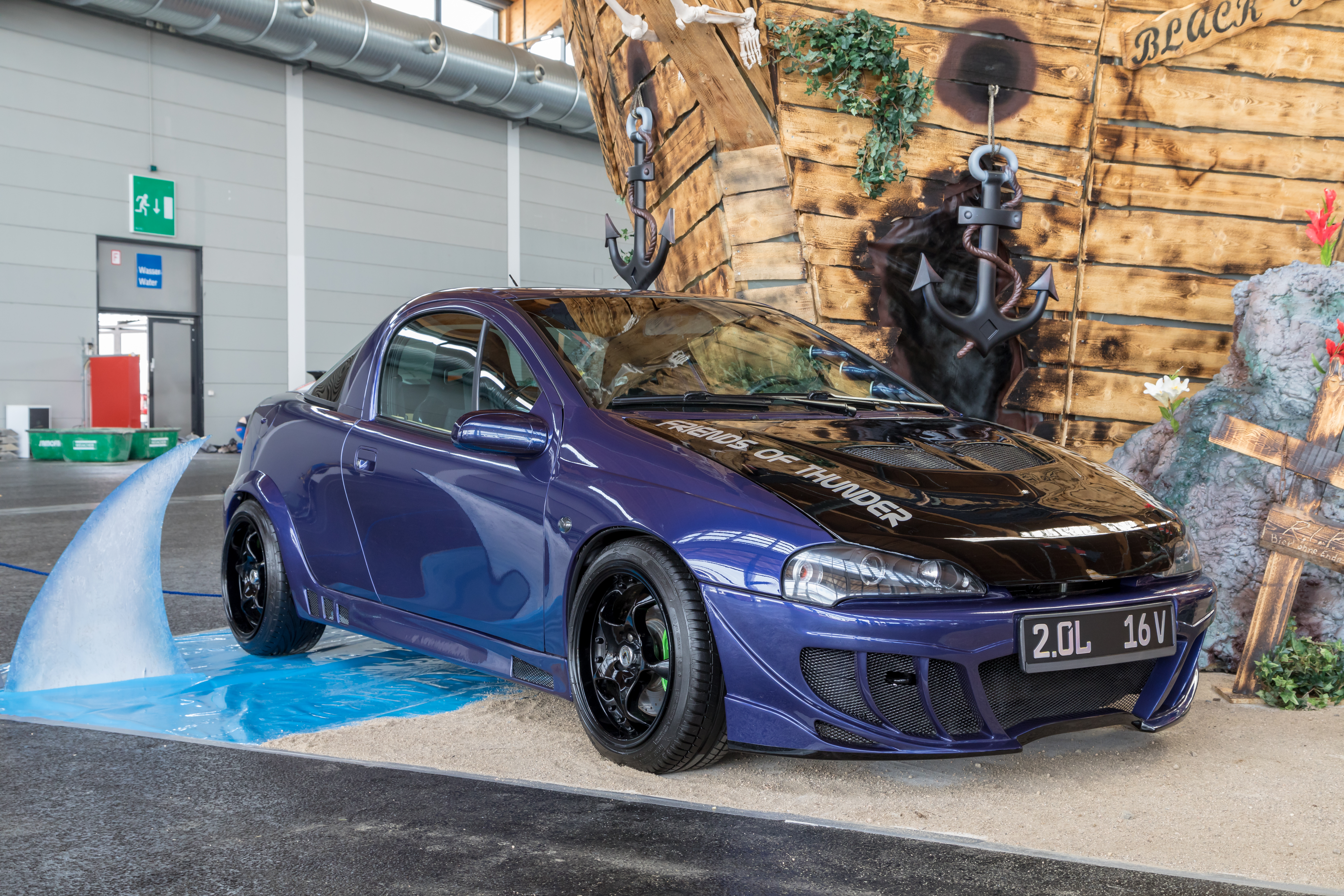
Opel Tigra en el Salón mundial del Tuning de 2018 en Friedrichshafen, Bodensee, Baja Sajonia, Alemania.

Tanto por estética como por prestaciones, en Europa todo empezó por querer imitar a los automóviles de carreras, adaptando las tendencias que se veían en los circuitos a los automóviles de calle. Las marcas se involucraron en la moda, entrando a los departamentos de diseño y desarrollo a pilotos e ingenieros especialistas en el sector más racing. Así empezaron a unirse nombres como Oettinger y Volkswagen, o Irmscher y Opel. Esto pasó en los años 1960, años también de Alpina, una de las grandes para los padres y abuelos de los jóvenes de hoy. Más tarde, a finales de los años 1980, aparecerían empresas como Rieger, que permitieron a muchos renovar el automóvil sin tener que comprar otro.[cita requerida]

### En Asia: Japón y otros países

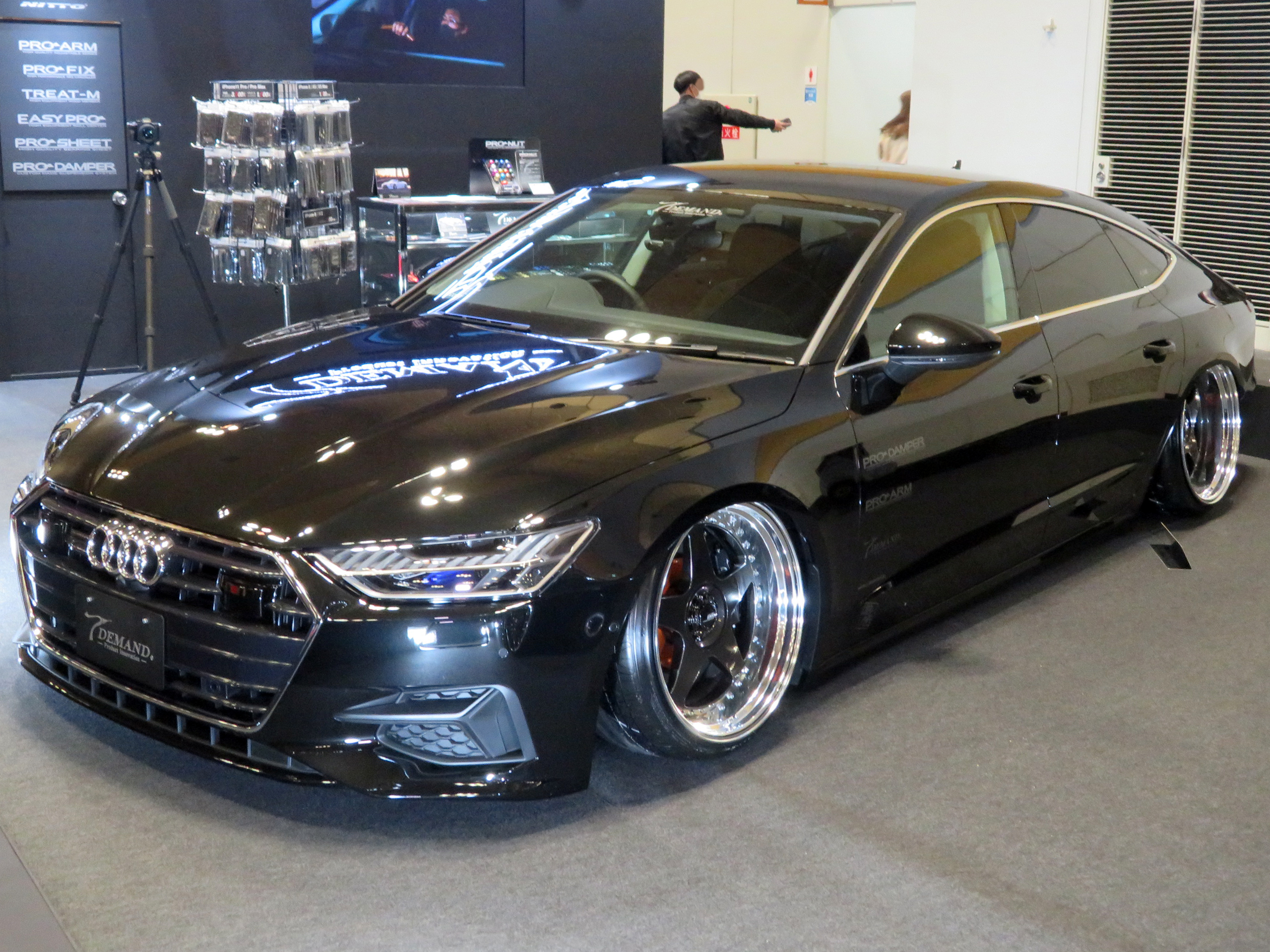
Audi A7 modificado por T-DEMAND en el Salón del automóvil de Osaka de 2022: un ejemplo del estilo stance.

Este fenómeno esta más relacionado al denominado drifting el cual inició el movimiento tuning, a partir de los años 1960, en cuestión de rendimiento Japón estuvo a la vanguardia produciendo estilos diversos, algunos de los cuales han llegado a Occidente de una u otra forma gracias a las películas y las tendencias de dichas marcas. Prueba de esto es la predilección mayoritaria en Estados Unidos, Canadá y algunos países latinoamericanos por los coches de oriente, los cuales son más susceptibles de tunear gracias a la disponibilidad de piezas tanto locales como importadas. Su año de mayor influencia debido al derrape (drifting) se remonta al 2006.[cita requerida]

### En Argentina
En el mercado argentino el tuneo ha crecido de manera sorprendente y también es un fenómeno de comercialización y cultural. Evolucionó no solo gracias a la adopción de nuevos productos y distintos accesorios externos, también hay grandes exponentes de la personalización de autos que incluso han viajado a otros países para participar en competencias de tuneo logrando posiciones destacadas. Además en este país se fabrican y exportan sistemas de dirección y suspensión para tuneo al mercado más exigente, como es Estados Unidos y también a otros países: Brasil y México.[cita requerida]

### Tuneo en México
El fenómeno del tuneo tiene muchas variantes en el país desde autos económicos hasta sedanes de lujo y demás, alrededor de los años cincuenta y sesenta, algunos jóvenes gustaban del estilo igualmente que en Estados Unidos, por lo que en los años setenta y ochenta, con la llegada de más modelos japoneses y europeos, esta corriente se ha visto beneficiada para poder tener un vehículo personalizado. La crisis, lejos de alejar al estilo tuneo, se vio beneficiada, por tener a su alcance vehículos para poder plasmar sus ideas. Incluso las camionetas, pickups y SUV también han entrado en este ambiente.
En México, el estilo está influenciado por películas estadounidenses como Rápido y furioso, pudiendo incluso encontrar el VW Sedan en este ambiente así como algunos aficionados que les gusta correr en carreras de cientos de millas con sus super automóviles tuneados, siendo también semillero de importantes figuras del automovilismo nacional, por otro lado también ha tenido una fama negativa con gente dedicándose a organizar apuestas ilegales nocturnas en carreras a nivel de calle. No obstante, se está intentando acercar más a los llamados clubes automovilísticos de entusiastas, en los cuales se encuentra una atmósfera de compañerismo y sana convivencia al alejar a sus miembros de las influencias negativas, para poder tener un medio de esparcimiento pacífico compartiendo un buen pasatiempo, llegando inclusive a ver taxis tuneados.
Hoy en día con los motores de nueva generación y la masificación de sistemas de inyección electrónica se ha facilitado el tuneo, si se tienen los suficientes conocimientos sobre informática y mecánica automotriz se logra una personalización única.

### Tuneo en Uruguay
En el departamento de Salto, el 35 % de los autos está modificado personalmente. Los amantes del tuneo suelen comprar terrenos para poder construir pistas y correr a gran velocidad.[cita requerida]
Además, la cultura del tuning está creciendo a gran velocidad ya que cada vez un mayor número de jóvenes está empezando a ligarse a este mundo. También hay un exponencial crecimiento de encuentros automovilísticos para que cada uno pueda concurrir y mostrar su coche.[cita requerida]

### Tuneo España

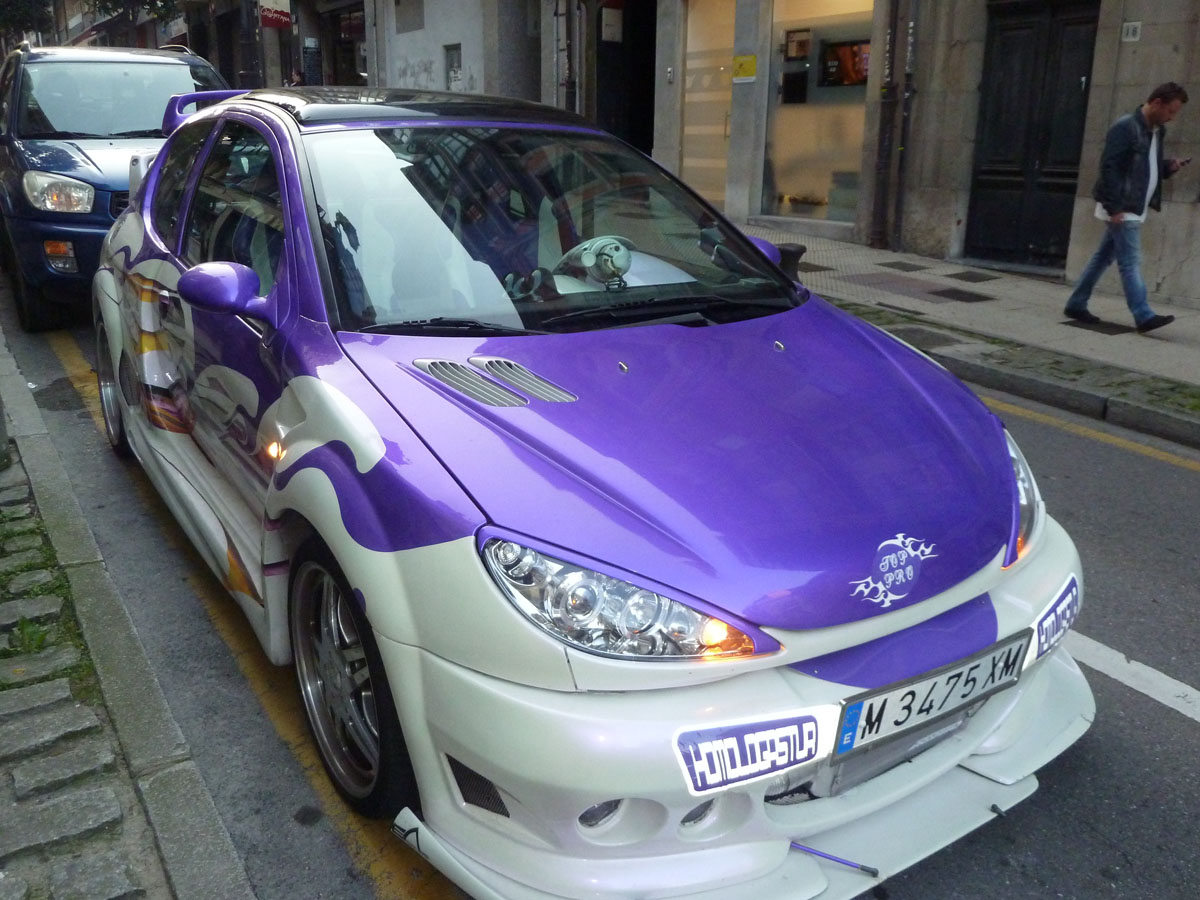
Peugeot 206.

En España llegó a finales de los 90 y durante los 10 primeros años del siglo XXI estuvo en auge. Este crecimiento fue debido a internet y a los videojuegos. Por un lado, aparecían muchos portales donde los usuarios compartían imágenes de sus coches tuteados, lo que hacia que muchos de ellos quedaran para mostrar sus coches. Por otro lado, los videojuegos como Need For Speed saltaron a la fama por los jóvenes donde podían hacerse el coche a su gusto y competir con él. Además, en 2001 empezó la saga de películas The Fast and the Furious (A todo gas) en las cuales aparecía una gran cantidad de coches modificados.
Pero en España el tuneo queda muy restringido detrás de las normas de la Dirección General de Tráfico (DGT) y se controlan a partir de la ITV (Inspección técnica de Vehículos), limitan mucho las modificaciones tanto estéticas como interiores, de motor. Por lo que encontramos algunas empresas que nos ofrecen productos homologados.

## Homologaciones
Homologar es la única manera de que no puedan multar al dueño del auto tuneado por haber realizado cambios en el automóvil. A veces algo tan simple como cambiar la matrícula de serie o patente por una pequeña más estética es motivo de multa. Si se invierte en tunear el automóvil, modificando por ejemplo la aerodinámica, con alerones o defensas, el tamaño de las ruedas, fuera de las equivalentes a las que nos vienen en la ficha técnica, o los anchos de vía, lo mejor es guardar algo de ese dinero para que una empresa pueda certificar que las modificaciones son correctas, y pasar tranquilos la ITV. Se tiene que ir con cuidado, no es legal circular con partes que terminen en aristas cortantes, incluidos los alerones de aluminio, o que puedan crearlas al colisionar. Tampoco se pueden modificar el aspecto de las ópticas con pestañas, algo muy a tener en cuenta al comprar un automóvil fuera de Europa, ya que en la mayor parte de los países de Europa es una opción legal y muy popular.[cita requerida]

## Maketuning
En el tuneo a escala, es decir, en automodelismo, los "maketuneros" utilizan masilla, pintura en aerosol y aprovechan cualquier cosa para utilizarla como tubo de escape, amplificadores, bocinas, etc. Existen diferentes tipos de escalas de maquetas, siendo las más utilizadas para maquetunear la 1:18, 1:24 y 1:32.[cita requerida]